# 寺澤辰麿
寺澤 辰麿（てらざわ たつまろ、1947年2月25日 - ）は、日本の財務官僚。血液型はO型。国税庁長官を経て横浜銀行頭取、コンコルディア・フィナンシャルグループ社長等を歴任した。

## 経歴
島根県出身。鳥取県立鳥取西高等学校を経て、1971年6月、東京大学法学部第1類（私法コース）卒業。同年7月に大蔵省入省（銀行局銀行課）。1972年8月、大阪国税局調査部。1974年7月、大臣官房付（外務研修）。1975年5月、外務省在アルゼンチン大使館三等書記官。同年7月、外務省在アルゼンチン大使館二等書記官。その後は主計局主計官補佐（農林水産第三係主査）、主計局主計官補佐（農林水産第一係主査）、竹下、宮澤、竹下（首相による兼任）、村山の各大蔵大臣秘書官事務取扱などを歴任。
1989年6月、主計局主計企画官（財政計画担当）。1990年7月、主計局主計官兼法規課。1992年6月、主計局主計官（農林水産担当）。
1994年7月、理財局資金第一課長。大蔵次官・斎藤次郎の「ギラつきすぎたり、切れすぎたりするのは良くない」という評定により、主計局から異動となった。この人事は1993年6月25日に理財局次長から防衛庁へ出向した佐藤謙のように理財局総務課長から同局担当の審議官（あるいは局次長）を務めたのち、防衛庁へ出向し、将来的に防衛事務次官となることを想定したものであった。1995年5月26日、理財局総務課長。1996年7月12日から1年間名古屋国税局長を務めた。
1997年7月、主計局次長（次席）。田谷廣明、杉井孝らの退任という突発のあおりもあり、主計局に復帰した。1999年7月 主計局次長（筆頭）。2000年6月 関税局長。主計局次長（筆頭）時代に効率的な予算配分を重視した「メリハリ予算」を編み出す中心的役割を果たした。緊縮財政路線への転換を密かに進めようとしたことにより、自民党からは「景気回復を遅らせた犯人の一人」とされ、大蔵省中枢の主計局の次長から関税局長に左遷されたが、寺澤自身は「関税局長になったのは左遷でなく、セーフガード問題があったから起用されたまで」と周囲に語っていた。2001年7月 理財局長。寺澤の理財局長への就任は金融庁で次期長官確実とみられていた乾文男金融庁総務企画局長が退任し、理財局長だった原口恒和が金融庁総務企画局長への転出に応じたため実現したものである。2003年7月 国税庁長官。
2004年7月 財務省を退職し、独立行政法人都市再生機構理事長代理に就任する。2007年7月 在コロンビア日本国大使館特命全権大使。2010年10月 外務省を退職。
2011年6月 横浜銀行頭取。
2015年6月、地銀協会長。
2016年4月、コンコルディア・フィナンシャルグループ社長。
2016年6月、横浜銀行頭取、地銀協会長を退任し、コンコルディア・フィナンシャルグループの社長専任となる。2018年には自身のグループの会長兼取締役会議長への昇格と大蔵省出身の石井道遠副社長の続投案を金融庁と折衝したが、最終的には取締役会の全会一致で退任及び生え抜きの川村健一と大矢恭好の、それぞれグループ社長と横浜銀行頭取への昇格が内定し、天下りからの脱却となった。横浜銀行特別顧問、日本関税協会横浜支部長、日本テニス協会理事。
2020年11月、瑞宝重光章受章。

## 略歴
- 1971年7月：大蔵省入省（銀行局銀行課）[5][1]。
- 1972年8月：大阪国税局調査部[5]。
- 1974年7月：大臣官房付（外務研修）[5]。
- 1975年5月：外務省在アルゼンチン大使館三等書記官。
- 1975年7月、外務省在アルゼンチン大使館二等書記官。
- 1978年7月：銀行局中小金融課長補佐（信用金庫・信用補完）[24][5]。
- 1980年7月：主計局法規課長補佐（第六）[25][5]。
- 1982年6月：主計局主計官補佐（農林水産第三係主査）[5]。
- 1984年6月：主計局主計官補佐（農林水産第一係主査）[5]。
- 1986年6月：竹下大蔵大臣秘書官事務取扱。
- 1986年7月：宮澤大蔵大臣秘書官事務取扱。
- 1988年12月9日：竹下大蔵大臣（首相による兼任）秘書官事務取扱。
- 1988年24日：村山大蔵大臣秘書官事務取扱。
- 1989年6月：主計局主計企画官（財政計画担当）[6][5]。
- 1990年7月：主計局主計官 兼 法規課[5]。
- 1992年6月：主計局主計官（農林水産担当）[5]。
- 1994年7月：理財局資金第一課長。
- 1995年5月26日：理財局総務課長。
- 1996年7月12日：名古屋国税局長[8]。
- 1997年7月：主計局次長（次席）。
- 1999年7月：主計局次長（筆頭）。
- 2000年6月：関税局長[1]。
- 2001年1月：財務省関税局長[1]。
- 2001年7月：理財局長[1]。
- 2003年7月：国税庁長官[1]
- 2004年7月：財務省を退職。

## 同期
- 藤井秀人（日本政策投資銀行副社長、財務事務次官）
- 福田進（内閣官房副長官補（内政担当）、国税庁長官）
- 高木祥吉（ゆうちょ銀行初代代表執行役社長、金融庁長官）
- 吉田和男（京都産業大学教授、京都大学大学院教授）
- 坂井隆憲（自民党衆議院議員、大蔵省大臣官房企画官）
- 志賀櫻（弁護士）
- 村井博美（財務省印刷局長）
- 吉永國光（東和銀行会長、同行頭取、国際協力事業団理事）
- 橋本孝伸（国税不服審判所次長）
- 窪野鎮治（国土交通省政策統括官、財務省印刷局長）
- 田村義雄（クロアチア大使、環境事務次官）

## 著書
- 『ビオレンシアの政治社会史―若き国コロンビアの“悪魔払い” (アジアを見る眼)』アジア経済研究所、2011年。ISBN 978-4258051137
- 『コロンビアの素顔』かまくら春秋社、2016年。ISBN 4774006793